# Mosetén (Sprache)
Mosetén (auch: Chimané, Tsimané) ist eine indigene Sprache bzw. Sprachfamilie Südamerikas, die im westlichen Tiefland Boliviens beheimatet ist.
Sie besteht aus drei Dialekten, die jedoch in jüngerer Zeit als eigenständige Sprachen betrachtet werden.
Das Mosetén hat ca. 5000 Sprecher.